# Oto Indijanci
Oto (Otoe, Otto; pl. Otoes, Ottoes) je pleme Siouan Indijanaca koje je i povijesno doba živjelo na donjem toku Platte i susjednim obalama Missourija a danas u Oklahomi. Sami sebe nazivaju Che-wae-rae (Chiwere).

## Ime
Ostala imena za Otoe su: Watútata (Osage), Watohtata (Sioux), Wadótata (Kansa), Wacútada (Omaha i Ponca), i kod Algonquian plemena  Fox (Motútatak) i Shawnee Indijanaca (Matokatági) vjerojatno su varijante istog porijekla prilagođene njihovim jezicima. Vidi povijest

## Povijest
Oto su jedno od 3 plemena iz grupe Chiwere (uz Iowa i Missouri) koji su, prema legendi nekada bili dio velikog Winnebago naroda. Chiwere su se odvojili od Winnebaga i krenuli na jug iz krajeva oko Velikih jezera i doprli do Mississippija, možda oko ušća rijeke Iowa. Tu se negdje jedna banda odvojila od Iowa i došla do ušća Grand Rivera u Misssouri, ti će biti kasnije poznati kao Missouri ili Niutachi. Kasnije se od ostatka grupe odvojila još jedna banda i krenula uz Missouri, vođa ove bande bio je otac jednog zavodnika a prozvali su ga Waghtochtatta ili Oto. Samo ime Oto došlo je od Wat`ota, u značenju ‘bludnici’, ‘pohotnici’ (’lechers’).  
Pleme Winnebago ostalo je u Wisconsinu. Missouri su prošli najgore, upali su u rat s agresivnim Osagama. Dio ih je našao sklonište kod Iowa, a dio kod Oto Indijanaca. Oto su nastavili uz Missouri i došli do Big Platte. Tu su živjeli neko vrijeme kod njenog ušča. Tek poslije dolaze na rijeku Plattu. 
Oto Indijanci na rijeku Platu dolaze 1804. i utemeljuju ‘grad’  na njenoj obali, ne daleko od ušća. Broj Otoa se smanjuje ratovima i boginjama i oni uskoro dolaze u susjedstvo Pawnee Indijanaca, snažnog plemena, i poznatih neprijatelja Siouxa. Oto ovdje uživaju njihovu zaštitu kao dio njihovih štičenika Missouria. Od 1817. do 1841. oni su u blizini ušća Platte i prijatelja Pawneeja. Neko vrijeme kasnije spominje se da si imali 4 sela.  Godine 1880. dio plemena odlazi na Indijanski Teritorij na zemlju Sauk & Fox Indijanaca. Godine 1882. ostatak plemena napušta tlo u Nebraski i dolazi na isti rezervat .
Oto Indijanci nikada nisu bili značajni američkoj povijesti. Glavna zadaća bila im je opstati u sredini gdje su vladala opasna ratoborna plemena, neprijateljski raspoložena. 
Oto i štičenici im Missouri potpisivali su više ugovora s US: 1817. ; zatim 1830. u Prairie du Chien, po kojemu prepuštaju US svoje zemlje istočno od Missourija pa do ušča Big Sioux Rivera; Ugovorima iz 1833.; 1836.; i dva ugovora iz 1854., oni prepuštaju svu svoju zemlju US, osim rezervata na Big Blue Riveru. Na njemu ostaju do 1882. kada su s Missourima preseljeni na Indijanski Teritorij i smješteni na agencijama Ponca, Pawnee, Oto i Oakland.

## Etnografija
Oto Indijanci su jedno od tipičnih prerijskih plemena lovaca na bizone. U prethistorijsko vrijeme ovo pleme prakticiralo je agrikulturu a nastambe su im bile u istom stilu, kao i kod seoskih-prerijskih plemena Mandan i Arikara, zemljane s drvenim potpornjima, prekrivene busenjem. Tokom lovne sezone služili su se tipičnim prerijskim tipi-šatorom. U svrhu ritualnih izolacija (djevojke u pubertetu) gradili su posebne nastambe (='puberty lodge')

## Populacija
Mooney (1928) procjenjuje da je Oto Indijanaca (1780) bilo svega 900. Lewis i Clark (1805) kažu da ih ima 500. Catlin je izgleda najupučeniji (1833) po njemu bilo ih je 1,300, uključujući i Missourije. Kasnije je njihovo brojno stanje popisivano /zajedno s Missouri/ : 931 (1843); 708 (1862); 511 (1867); 457 (1877); 334 (1886); 390 (1906). Kasnije im se broj povećava: 527 (1930; svi osim 13 u Oklahomi), 376 u okrugu Noble, 170 u Pawnee, 34 u kayi 17 u Osage. Tada ih je bilo i 7 u Kaliforniji, 1, u Kansasu i 1 u Nebraski. 
Oto Indijanci danas žive 24 milje sjeverno od Stillwatera u Oklahomi (Red Rock) pod službenim imenom Otoe-Missouria i ima ih preko 1,400, bez onih koji su rasipani diljem Amerike. Po vjeri Otoe-Missouria su protestanti, katolici ili pripadaju Domorodačkoj američkoj crkvi' (Native American Church).

## Mali rječnik
English (Français) Hrvatski	Otoe
- One (Un)……jedan	Iyunki
- Two (Deux) ……dva	Nuwe
- Three (Trois) ……tri	Danyi
- Four (Quatre) ……četiri	Dowe
- Five (Cinq) ……pet	Thatun
- Man (Homme) ……čovjek	Wanshige
- Woman (Femme) ……žena	Inake
- Sun (Soleil) ……sunce	Bi
- Moon (Lune) ……mjesec	Bi
- Water (Eau) ……voda	Ni

## Vanjske poveznice
- Oto Indian Tribe History
- Oto Indian Tribe
- Information on the Oto Indians
- Chiwere: Language of the Ioway, Otoe, and Missouria
- Foto galerija